# エジプト第11王朝
エジプト第11王朝（エジプトだい11おうちょう、紀元前2134年頃 - 紀元前1991年頃）は、エジプト中王国時代の古代エジプト王朝。第1中間期と呼ばれる分裂の時代に、上エジプト（ナイル川上流）南部の都市テーベ（現在のルクソール）の州侯が自立して建てた政権を指す。この王朝によってエジプト古王国時代の終焉以来分裂していたエジプトが再び統一されることになった。第11王朝による統一以後の時代が中王国時代と呼ばれる。

## 歴史

### ヘラクレオポリス政権との戦い

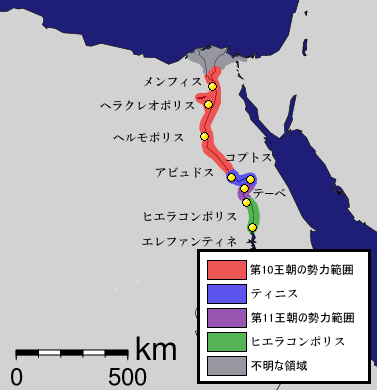
前22世紀末-前21世紀初頭頃のエジプト

上エジプト第4県にあるテーベは古王国時代には取るに足らない一村落に過ぎなかったが、従来の首都ヘルモンティスからテーベに上エジプト第4県の首都が移されたことから大発展を遂げていた。
マネトは第11王朝は16人のテーベ（ディオスポリス）の王からなるとしているが、個々の王名は記録していない。彼は各王朝が順次交代したかのように連続的に採番しているが、第11王朝の存立期間は大部分第10王朝と重複していると考えられる。
第11王朝の領域はアビュドス以南の地域に成立したと考えられる。テーベ州侯としてはメンチュヘテプ1世の存在が知られているが、王を名乗るようになるのは彼の息子アンテフ1世の時代である。彼等によって第9王朝の末期か、第10王朝の初め頃に第11王朝が始まった。
テーベの北では第10王朝が上エジプト第20県の首都ヘラクレオポリス）を拠点として支配を広げており、また、テーベの更に南方ではヒエラコンポリス州侯アンクティフィが、エドフ州を支配下に収め、更にエレファンティネ州侯と同盟を結んで強力な勢力を築き上げていた。
第11王朝初期の領域はテーベ周辺のごく狭い領域に過ぎなかったが、アンテフ1世の兄弟アンテフ2世の時代にはアンクティフィの死の後にヒエラコンポリスからエレファンティネまでに至る地域の支配権を得る事に成功し、北方では第8県の都市アビュドスを征服して上エジプト第8県と第9県の間が北の国境線となった。彼は当時第10王朝の王であったケティ3世に対し勝ち誇った伝言を送っている。その後戦いは小康状態となり南北の間には休戦が齎された。このことについて第10王朝側で造られたと考えられる『メリカラー王への教訓』で、「南方（テーベを指す）との関係に注意せよ」とし、平和路線を指示するケティ3世の遺訓が残されている。

「...南部との関係を悪化させるな。これについての王都での予言は知っておろう。その通りのことが起るであろう。かれらはみずから述べた通りに（われわれの国境を）越えない。（中略）汝は南部との友好を保ち得よう。荷物担ぎたちは贈物を携えて汝の下へやってくる。余は先祖たちと同じように振舞った。（この故に、たとえ汝に）与えるべき穀物がな（かろうとも）、かれらは汝に忠順である。（なんと）すばらしいこと（か）。（故に）汝のパンとビールだけで満足しておけ。花崗岩は妨害されることなく汝の下へやってくる...」

『メリカラー王への教訓』

だが第11王朝のメンチュヘテプ2世と第10王朝のケティ3世の後継者メリカラーの時代には再び戦端が開かれた。

### エジプト統一

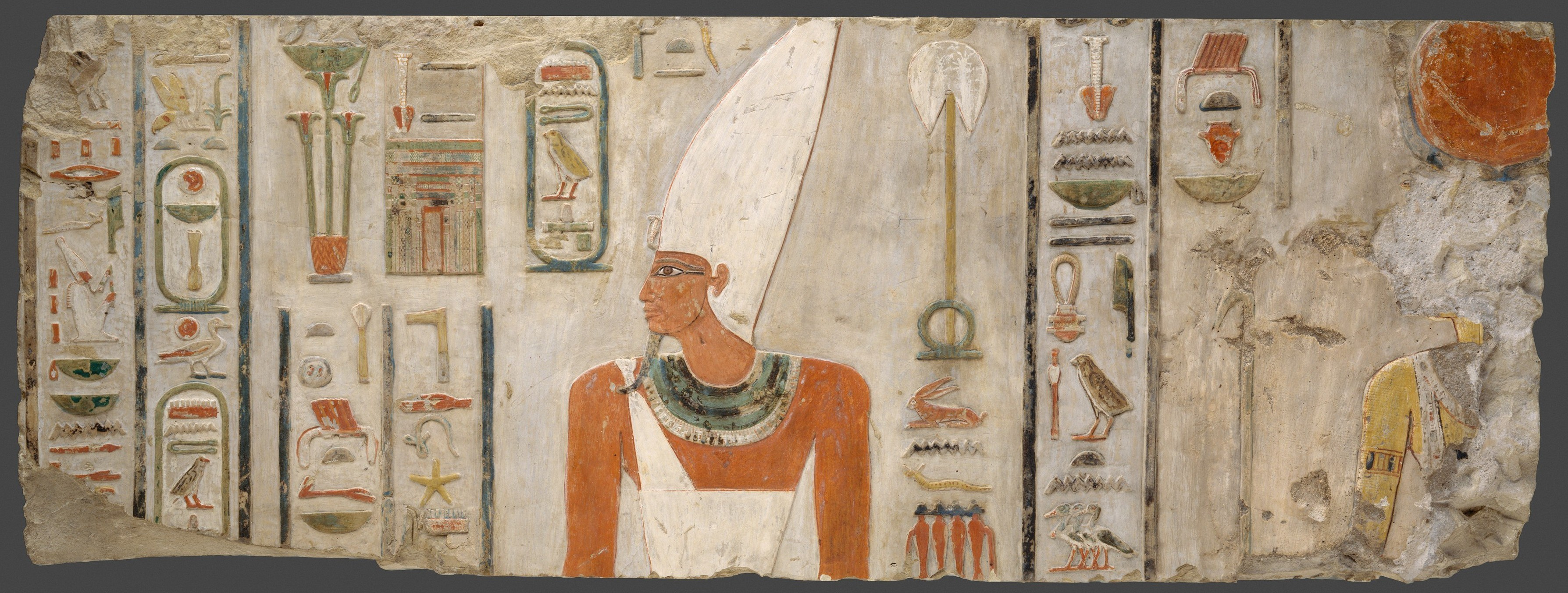
メンチュヘテプ2世図

アンテフ3世の治世を挟み、紀元前2060年頃にメンチュヘテプ2世が即位した。メンチュヘテプ2世はエジプトを再統一することになる王である。
メンチュヘテプ2世の治世14年目に第11王朝の支配下にあった上エジプト第8県（アビュドス）で反乱が発生した。この重要な聖地を巡る反乱を契機に両国の間に再び戦端が開かれた。メンチュヘテプ2世は、迅速に反乱を鎮圧することに成功し第8県を回復、更に第10王朝への反撃を続け北進を繰り返し、概ね戦況は優勢のまま推移した。この戦況を見て第10王朝の下にあった上エジプト第15県のヘルモポリス侯等が第11王朝の側に寝返ったために状況は決定的なものとなった。そして治世21年目（紀元前2040）頃に第10王朝の本拠地ヘラクレオポリスを陥落させる事に成功した。更に治世第39年頃にメリカラー王の後継者（最終的な滅亡の前にメリカラーは死去しており、第10王朝最後の王の名は知られていない）との闘いに最終的な勝利を収め、エジプトを完全に統一することに成功した。これをもってエジプト第1中間期の終焉、中王国時代の始まりとされる
彼の軍事的成功は次々と変更された彼のホルス名からもうかがい知ることができる。彼は即位した後、スアンクイブタウィ（両国の心を生かす者、治世第14年まではこれを使用していた。）その後、ネチェルヘジェト（白色王冠の主）というホルス名を付けた。これは上エジプトにおける彼の統治がうまくいっていた事を示すものであろう。最後に治世第39年にホルス名はスマタウィ（両国の統合者）となった。
メンチュヘテプ2世は統一後も精力的に統治にあたった。上エジプト長官など古王国以来の官職を復活させるとともに、新たに下エジプト長官を置くなどして行政機構を整備していった。敵対的な州侯は廃され、メンチュヘテプ2世の息のかかった人物がそれに変わった。ただし、第10王朝との戦いで重要な役割を果たしたヘルモポリス侯など、旧第10王朝と第11王朝の国境地帯の州侯に対してはこのような強硬策に出ることはできなかったようである。軍事面ではエジプトの外へと活動の範囲を広げた。南方への遠征では第二瀑布までの下ヌビア地方にまで到達してこれを支配下におさめ、更に南方やプント国（現在のソマリア地方）へ隊商を送った。西方の砂漠地帯にも軍事遠征が行われ、オアシスに勢力を持ったリビア人を支配下に収めた。

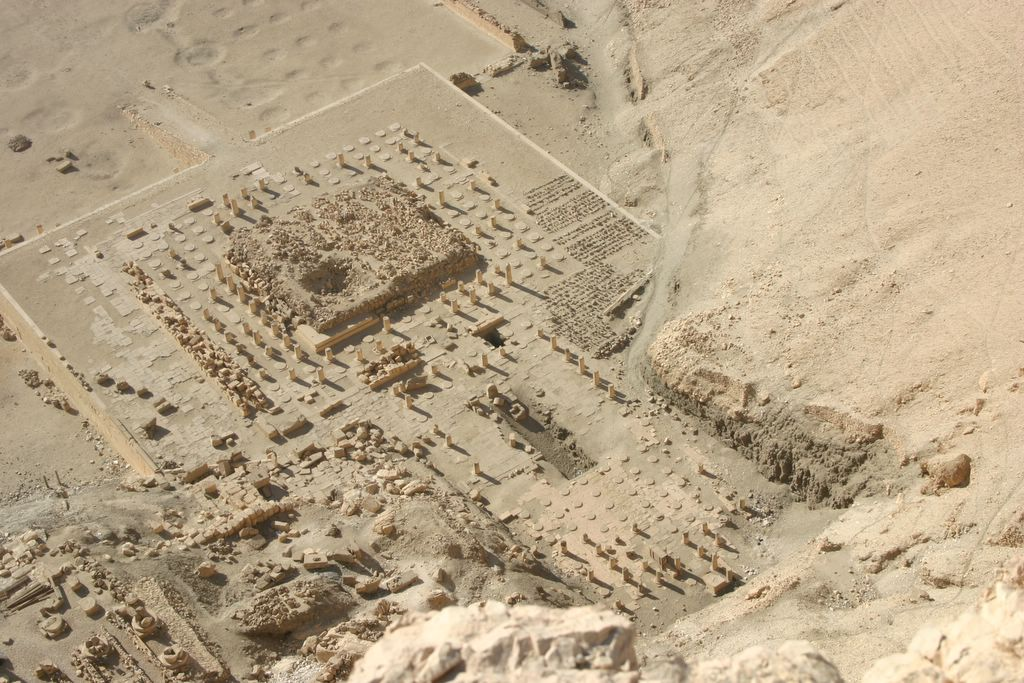
メンチュヘテプ2世の葬祭殿跡。

こうした成功によって各地の採石場から良質な建材が手に入るようになったことで再び大規模建築が可能となった。テーベに昔から仕えていた職人に加えてヘラクレオポリスの宮廷に仕えていた職人達もテーベに移され、メンチュヘテプ2世の下で優れた芸術作品を生み出した。メンチュヘテプ2世時代の建造物として最も有名なものはテーベの西に建造された葬祭殿である。現在デイル・アル＝ハバリとよばれる断崖に囲まれた窪地にそれは建設され、メンチュヘテプ2世に仕えた寵臣達もその周囲に葬られた。例えば宰相ケティ（アクトイ）、大臣ダギ、大臣アピ、侍従長ネヌなどの墓がメンチュヘテプ2世の王墓周辺に造営されている。ダギの墓からはコフィン・テキストと呼ばれる呪文が発見されており、古王国時代のピラミッド・テキストとの類似が指摘されている。

### メンチュヘテプ2世死後
メンチュヘテプ2世の死後、息子のメンチュヘテプ3世が即位した。メンチュヘテプ2世の統治期間が非常に長かったため、メンチュヘテプ3世は即位した時にはかなり高齢であった。メンチュヘテプ3世は父が蓄えた国力を背景に熱心な建築事業を繰り返し、国内の反乱にも迅速に対応して安定した時代を継続し、老齢にもかかわらず12年あまり統治した。
第11王朝の最後の王とされているのが次のメンチュヘテプ4世であるが、彼についての情報はやや錯綜している。サッカラやアビュドスで発見されている王名表ではメンチュヘテプ3世が第11王朝最後の王であるとされているが、別の記録ではメンチュヘテプ3世の後に7年間の空位期間があったとされている。この空位期間とされる時代に統治したのがメンチュヘテプ4世であった。彼の実際の統治の記録はほとんど残されていないが、メンチュヘテプ4世時代に宰相兼上エジプト長官であった「アメンエムハト」という人物が存在したことがわかっている。この「アメンエムハト」が第12王朝の初代王アメンエムハト1世と同一人物である可能性が極めて高いと考えられており、「アメンエムハト」によってメンチュヘテプ4世の王位が簒奪されたと推定されている。
こうして第11王朝はメンチュヘテプ2世による統一以後20年足らずして終焉を迎えたが、テーベに確立された王権はメンチュヘテプ4世を倒したアメンエムハト1世によるエジプト第12王朝によって引き継がれた。

## 歴代王
第11王朝の王名に多用されたメンチュヘテプ（メンチュ神は満足せり）の構成要素であるメンチュは、テーベで崇拝された軍神であり、当時の政治的な雰囲気を今に伝える。
第11王朝時代の王達はアンテフ1世時代からセヘルタウィ（両国に平和をもたらす者）などのホルス名を用いたが、メンチュヘテプ2より前の王にとってこれは願望を映し出した以上のものではなかった。初期の王達はホルス名をセレクの中に記し、カルトゥーシュの中には誕生名のみを記していた。メンチュヘテプ2世以後の王達は古王国時代の王と同じく即位名もカルトゥーシュに囲んで表記させている。この記事内における第11王朝の王名は全て誕生名である。
| ホルス名                                       | 即位名         | 誕生名            | 在位          | 備考 |
| ---------------------------------------------- | -------------- | ----------------- | ------------- | --- |
|                                                |                | アンテフA         |               | 母親はイクイ、恐らくメンチュヘテプ1世の父。テーベ州侯。                                                                                                  |
| テピア                                         |                | メンチュヘテプ1世 |               | テーベ州侯、または王。彼を第11王朝の初代王とするかどうかは研究者によって立場が分かれる。 アンテフAの息子と推定される。アンテフ1世とアンテフ2世の父。     |
| セヘルタウィ                                   |                | アンテフ1世       | 前2134-前2117 | |
| ウアフアンク                                   |                | アンテフ2世       | 前2117-前2069 | |
| ナクトネブテプネフェル                         |                | アンテフ3世       | 前2069-前2060 | |
| スアンクイブタウィ ネチェルヘジェト スマタウィ | ネブヘテプラー | メンチュヘテプ2世 | 前2060-前2010 | 治世初期のホルス名はスアンクイブタウィ（両国の心を生かす者） 治世第14年までにネチェルヘジェト（白色王冠の主） 治世第39年までにスマタウィ（両国の統合者） |
| スアンクタウィエフ                             | スアンクカラー | メンチュヘテプ3世 | 前2010-前1998 | |
| ネブタウィ                                     | ネブタウィラー | メンチュヘテプ4世 | 前1987-前1991 | |